# Giovanni Battista Morandini
Giovanni Battista Morandini (30 juin 1937 - 21 octobre 2024) est un prélat italien de l'Église catholique qui a passé sa carrière au service diplomatique du Saint-Siège. Il devient archevêque en 1983 et de là, jusqu'à sa retraite en 2008, il sert comme nonce apostolique au Rwanda, au Guatemala (en), en Corée du Sud (en), en Mongolie (en) et en Syrie (en).

## Biographie
Giovanni Battista Morandini est né à Bienno le 30 juin 1937. Il est ordonné prêtre le 22 juillet 1962.

## Carrière diplomatique
Morandini entre au service diplomatique du Saint-Siège en 1966. Son premier poste est en Bolivie (en) de 1966 à 1970, suivi de passages en Belgique (en) et au Brésil (en). De 1979 à 1983, il travaille à Rome à la Section des relations avec les États (en) du Secrétairerie d'État. Alors qu'il occupe ce dernier poste, il dit à la famille d'Emanuela Orlandi, une adolescente disparue à Rome le 22 juin 1983, que le Vatican veut minimiser la publicité de l'affaire, une remarque qui alimente la conviction de la famille de l'implication du Vatican dans la clôture de l'enquête sur sa disparition,
Le 30 août 1983, le pape Jean-Paul II le nomme archevêque titulaire de Numidie (de) et nonce apostolique au Rwanda
Il reçoit sa consécration épiscopale du cardinal Agostino Casaroli le 8 octobre 1983
Jean-Paul le nomme nonce au Guatemala (en) le 12 septembre 1990 en Corée du Sud (en) et en Mongolie (en) le 23 avril 1997,, et en Syrie (en) le 6 mars 2004